# Smartick
 (novembre 2022).
Smartick est une start-up fondée en 2009 en Espagne qui développe un logiciel pour l'apprentissage et l'enseignement des mathématiques et de la lecture dans l'enseignement primaire à travers la méthode Smartick, initialement lancée en Espagne. Elle a été créée par Javier Arroyo et Daniel González,,.
En plus de la version de bureau, elle dispose d'une application pour iOS et Android. Il est actuellement présent dans 180 pays,.

## Historique
La méthode Smartick est née en 2009 à la suite d'une enquête sur l'utilité des méthodes d'enseignement précédentes,, Javier Arroyo et Daniel González ont créé un système d'enseignement en ligne inspiré des méthodes d'apprentissage traditionnelles, en profitant des avancées technologiques qui avaient lieu ces années-là, avec un prêt de 100 000 euros,.
La même année, ils ont ouvert le premier bureau Smartick à Malaga, En 2011, Smartick Mathematics a été développé, puis en 2016 la version anglaise a été publiée (avec deux versions US et UK),.
En 2020, il a reçu par l'intermédiaire de The Homeschool Review Crew le Blue Ribbon aux États-Unis. La même année, Smartick Reading a été lancé. Il est actuellement disponible dans 180 pays,.

## Programme
La méthode Smartick distribue les blocs de contenu des mathématiques, de la programmation, de la logique, de la lecture, de la pensée critique et des compétences de compréhension de l'écrit par le biais de tutoriels, d'exercices, de puzzles, de tests cognitifs et de réalité augmentée,.
Dans un premier temps, elle utilise l'intelligence artificielle pour vérifier le niveau d'apprentissage de l'élève, évaluant ainsi son niveau et plaçant des actions spécifiques qui interagissent en fonction de la vitesse de résolution,.L'algorithme propose de nouveaux exercices au fur et à mesure que l'élève résout et progresse dans les niveaux de difficulté